# Вали Кули-хан Кенгерли
Вали Кули-хан Кенгерли (азерб. Vəliqulu xan Kəngərli, перс. والی خان کنگرلی) — 5-й хан Нахичеванского ханства с 1773 по 1780/1781 год.
В 1778 году с помощью иранского шаха Карим-хана Зенда он сверг прошлого Али Кули-хана и провозгласил себя ханом. После смерти шаха в персидской державе вновь воцарилось безвластие, и при поддержке соседних ханов Вали Кули-хан был свергнут и новым ханом стал Аббас Кули-хан Кенгерли.